# Urszula Małgorzata Benka
Urszula Małgorzata Benka, Urszula Benka-Urbanowicz (ur. 30 grudnia 1953 we Wrocławiu) – polska poetka, prozaik, tłumaczka literatury francuskiej i angielskiej.
Ukończyła filologię polską na Uniwersytecie Wrocławskim, studiowała także psychologię. W 1993 uzyskała stopień doktora za pracę Charyzma władania, święty mord. Analiza symboliki i semantyki mitycznej w twórczości Henryka Sienkiewicza. 
Debiutowała w 1975 pod pseudonimem Krasińska na łamach czasopisma studenckiego Sigma jako prozaik. W drugiej połowie lat 70. XX w. związana była z formacją poetycką Nowa Prywatność. W latach 1983–1987 przebywała we Francji. W tym czasie publikowała w paryskich Zeszytach Literackich. W 1987 wyjechała do USA.

## Tomiki poezji
- Chronomea
- Dziwna rozkosz
- Nic
- O
- Perwersyjne dziewczynki
- Ta mała Tabu
- Kielich Orfeusza
- Pasja